# Iglesia de Kvetera
La Iglesia de Kvetera (en georgiano: კვეტერის ეკლესია) es una iglesia ortodoxa georgiana en la ciudad histórica fortificada de Kvetera en la región de Kajetia.
La iglesia de Kvetera fue construida a principios del siglo X. Es una iglesia relativamente pequeña y se parece al estilo de arquitectura georgiana de cruz con cúpula. La cúpula descansa sobre un tímpano redondo y se eleva sobre una plaza central.